# Gymnocalycium mostii
Gymnocalycium mostii là một loài thực vật có hoa trong họ Cactaceae. Loài này được (Gürke) Britton & Rose mô tả khoa học đầu tiên năm 1918.

## Hình ảnh

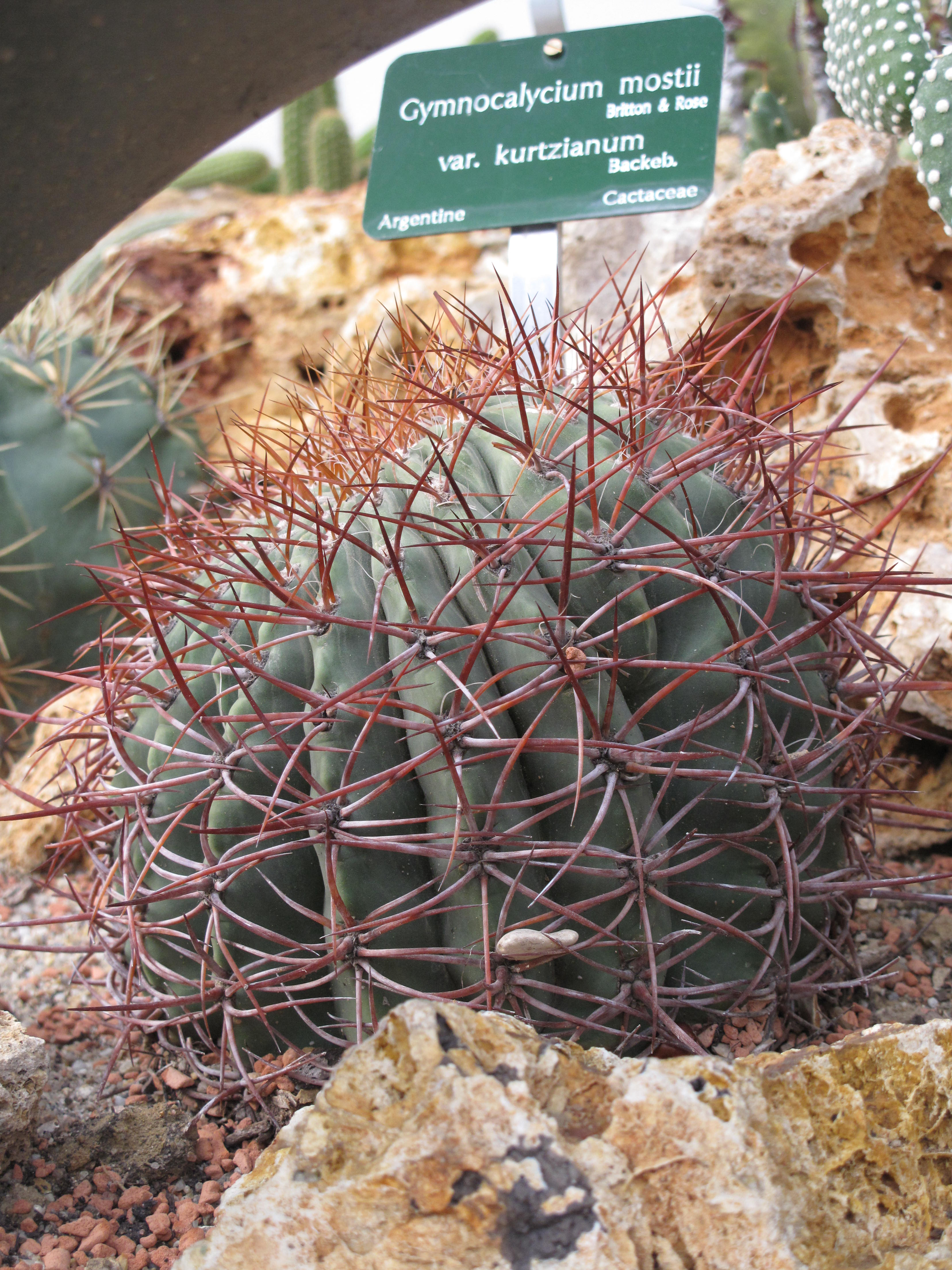
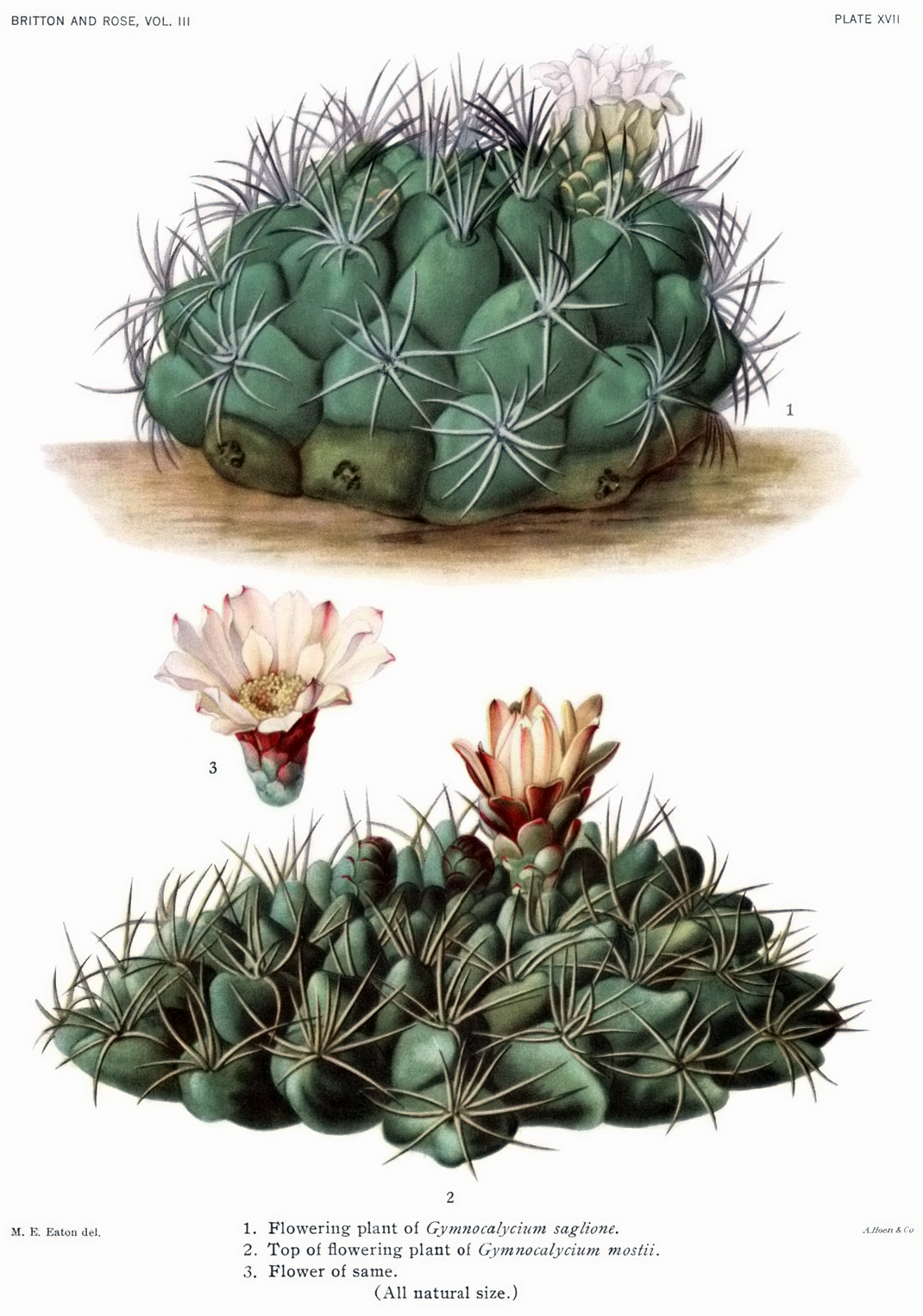
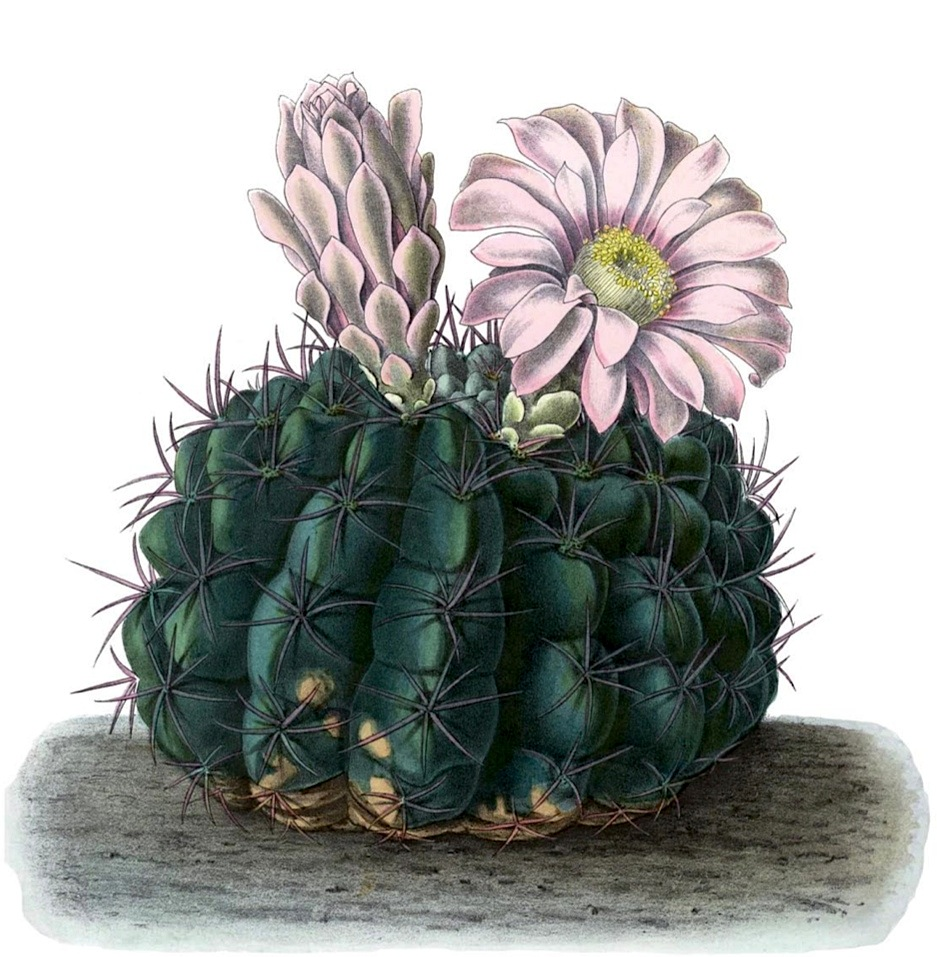
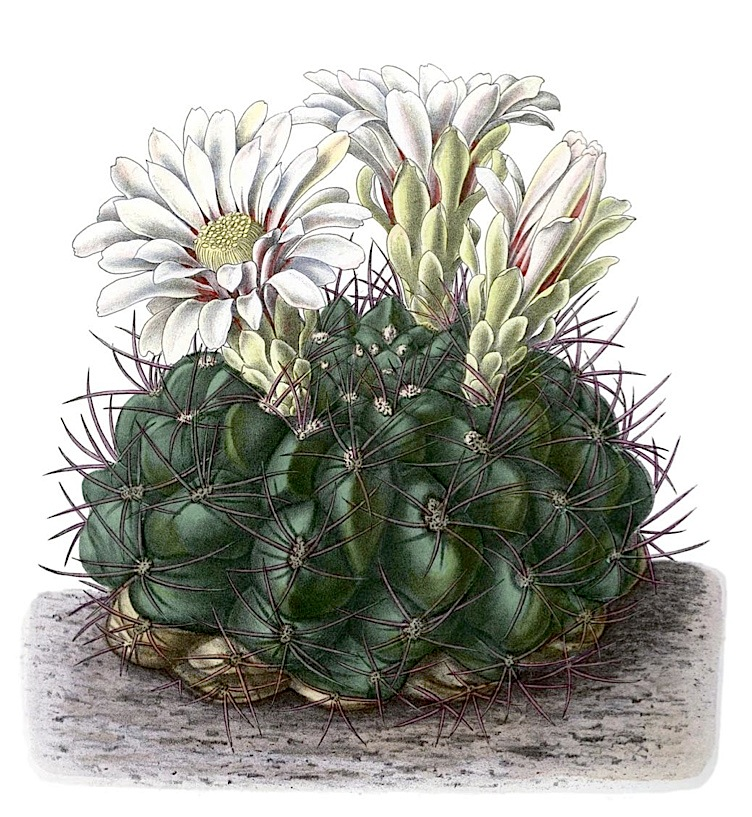
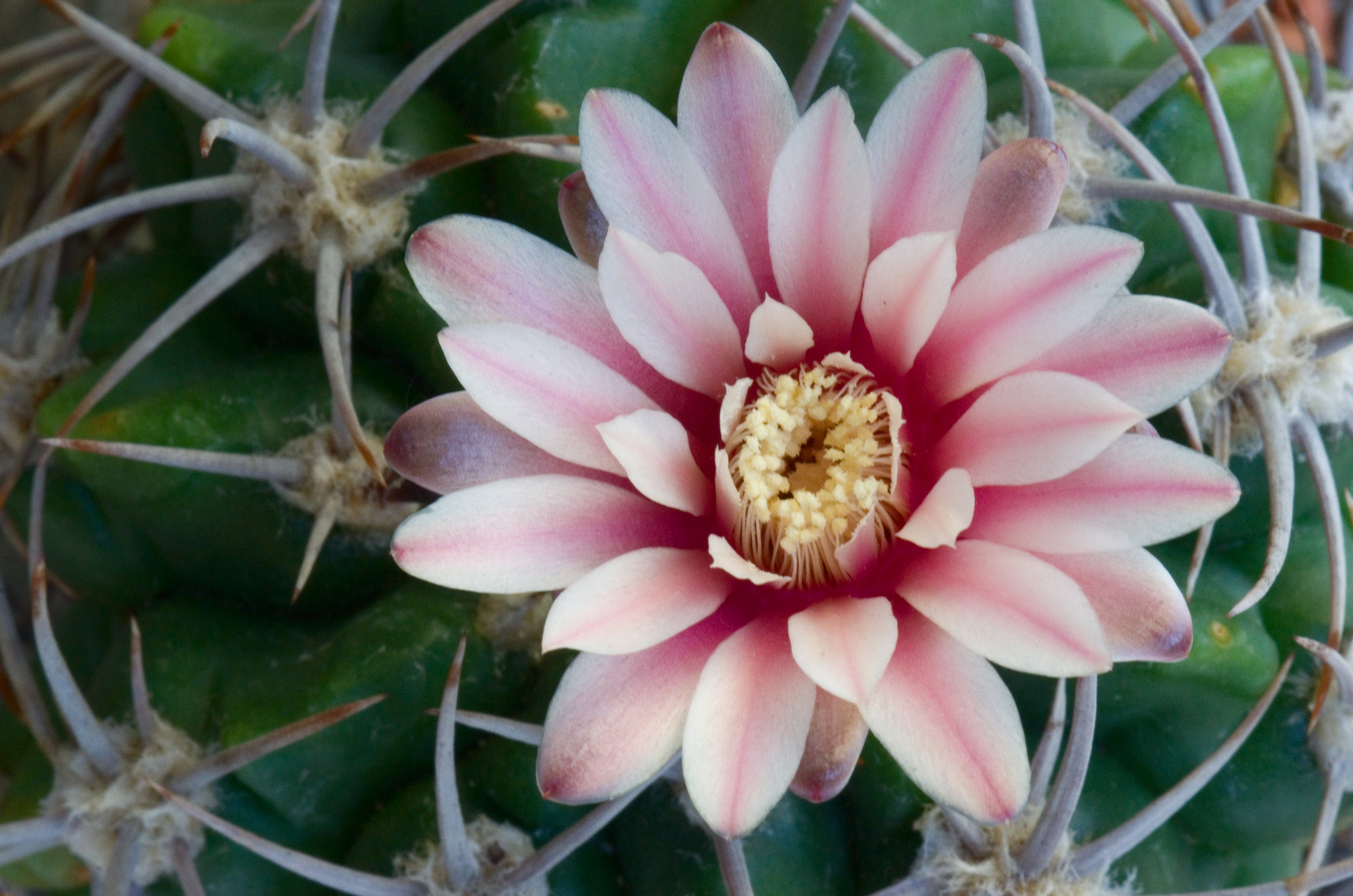
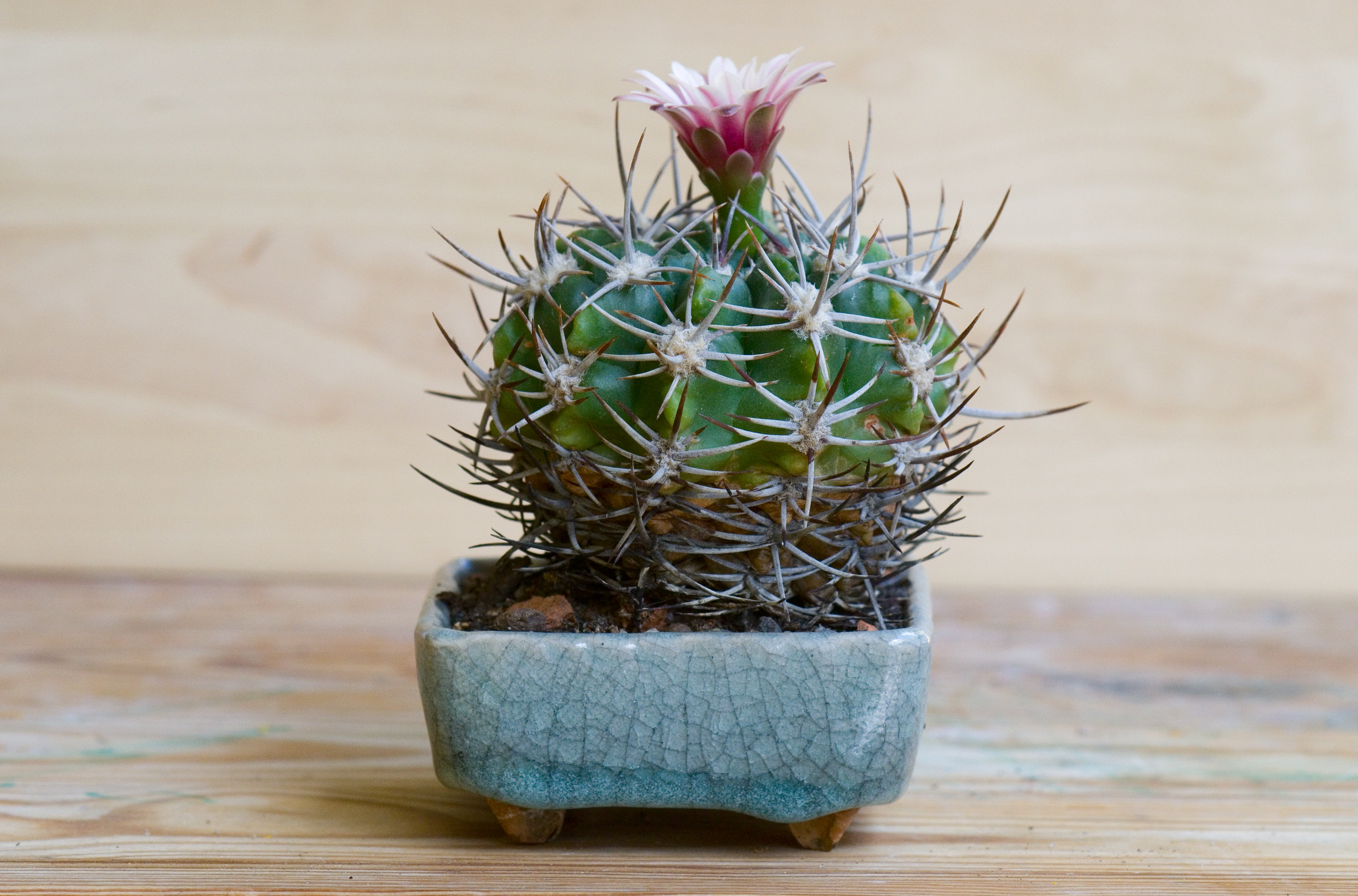